# Kara Memi
Kara Memi est un enlumineur et peintre ottoman. Il travaille à la cour de Soliman le Magnifique où il occupe une place importante. Il est connu pour son introduction d’un nouveau style naturaliste qui s'est rapidement étendu des enluminures à d'autres arts.

## Biographie
Kara Memi est l’élève de l’enlumineur Şahkulu (en) à l’atelier du palais impérial ottomane. Il travaille à la cour de Soliman le Magnifique à partir de 1545, où il produit de nombreuses œuvres dont les enluminures du Coran et du Diwan. Il crée de nombreux éléments décoratifs dont les koltuk et halkâr, et utilise les motifs hatayi et rumi dans ses compositions. Il est principalement reconnu pour son style naturel de représentations florales, utilisant des motifs floraux semi-stylisés.
En 1557, il devient le chef peintre de la cour et contribue aussi à la décoration des nouveaux bâtiments et monuments.

## Postérité

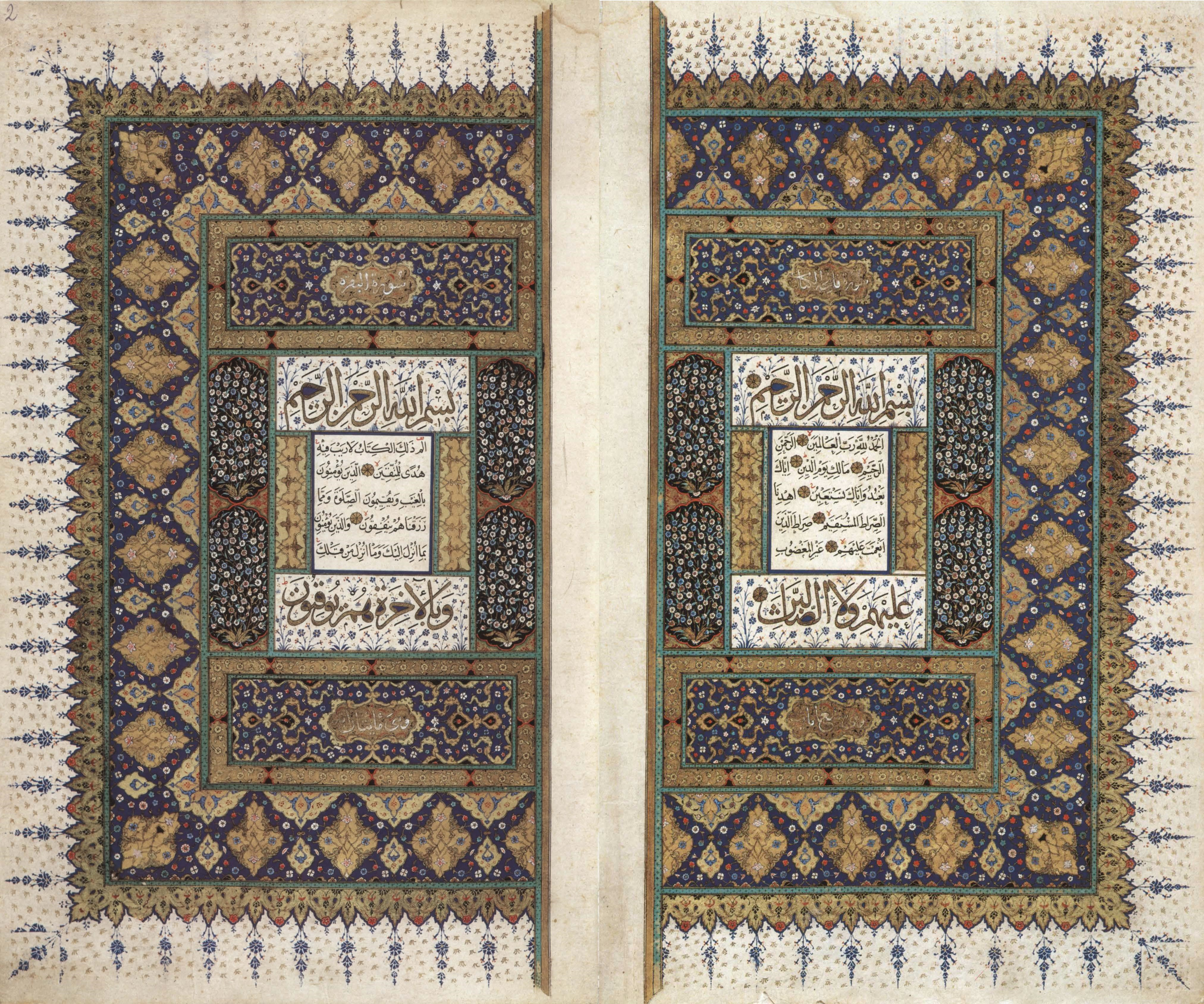
Page enluminée du Coran, palais de Topkapi, TSM Y.Y. 999, ff. 1b-2a.

La bibliothèque du musée du palais de Topkapı contient plusieurs de ses œuvres.